# درندگان (فیلم ۱۹۷۷)
«درندگان» (انگلیسی: Prey)) فیلمی در ژانر ترسناک و علمی–تخیلی به کارگردانی نورمن جی وارن است که در سال ۱۹۷۷ منتشر شد.